# NGC 467
NGC 467 est une galaxie lenticulaire située dans la constellation des Poissons. NGC 467 a été découverte par l'astronome germano-britannique William Herschel en 1785.

## Caractéristiques
Sa vitesse par rapport au fond diffus cosmologique est de 5 152 ± 31 km/s, ce qui correspond à une distance de Hubble de 76,0 ± 5,3 Mpc (∼248 millions d'al).
À ce jour, six mesures non basées sur le décalage vers le rouge (redshift) donnent une distance de 58,250 ± 15,357 Mpc (∼190 millions d'al), ce qui est à l'intérieur des valeurs de la distance de Hubble. Notons cependant que c'est avec la valeur moyenne des mesures indépendantes, lorsqu'elles existent, que la base de données NASA/IPAC calcule le diamètre d'une galaxie et qu'en conséquence le diamètre de NGC 467 pourrait être d'environ 55,3 kpc (∼180 000 al) si on utilisait la distance de Hubble pour le calculer.

## Groupe de NGC 455
NGC 467 appartient au groupe de NGC 455 qui compte trois galaxies. L'autre galaxie est NGC 446.